# Institut Butantan
Institut Butantan (Instituto Butantã) je vědecký ústav sídlící na stejnojmenném předměstí brazilského města São Paulo. Založil ho 23. února 1901 brazilský lékař Vital Brazil jako první instituci na světě specializovanou na výzkum živočišných jedů. Nachází se zde největší kolekce jedovatých hadů, štírů a pavouků. Ústav je ve správě ministerstva zdravotnictví státu São Paulo. V roce 1984 byla založena nadace, která financuje provoz ústavu.
V místních laboratořích se zabývají výrobou sér proti hadímu uštknutí, z hadího jedu se zde také získávají látky potřebné pro analgetika a anestetika. Pracovníci Butantanu také vyvinuli vakcíny proti záškrtu, černému kašli a choleře, v roce 2016 začali připravovat protilátku proti viru Zika. V areálu se nachází přírodovědné muzeum s herpetáriem, které patří k největším turistickým atrakcím ve městě. V roce 1945 zde byla zřízena nemocnice léčící akutní případy otravy.
Ústav byl postižen 15. května 2010 velkým požárem, který zničil mnoho cenných exponátů.
Zaměstnanec ústavu Carlos Jared v roce 2015 jako první objevil, že rosnička Greeningova a rosnička Brunova mohou vpravit jed do lidského těla otevřenou ranou.
Institut se podílel na vývoji vakcíny CoronaVac, používané proti nemoci covid-19.